# وزارة العدل (الكويت)
وزارة العدل الكويتية هي الجهة المسؤولة عن المسائل المالية والإدارية المتعلقه بالقضاء والقانون ، أنشأت بأمر من الشيخ جابر الأحمد الجابر الصباح في 16 فبراير 1978 ، ومن المباني المسؤولة عنها هذه الوزارة هي قصر العدل ومحكمة الأسرة ومحكمة الاحمدي ومحكمة الرقعي وغيرها، ووزير العدل الحالي لدولة الكويت هو ناصر يوسف السميط.